# 포틀랜드 타운십 (미시간주)
포틀랜드 타운쉽은 미국의 미시간 주 아이오니아 카운티의 시민 군구이다. 2000년 인구 조사에 따르면 인구는 2,460명이었다. 포틀랜드 시는 이 군구의 남중부에 위치해 있지만, 행정적으로는 자치적이다.

## 지리학
미국 인구조사국에 따르면 이 마을의 총 면적은 33.5 평방 마일(87km2)이며, 이 중 32.4 평방 마일(84km2)은 육지이고 1.1 평방 마일(2.8km2)은 물이다.

## 커뮤니티
- 콜린스(Collins)는 포틀랜드 타운십의 통합되지 않은 커뮤니티였다. 1871년부터 1911년까지 우체국이 있었다. [1]
- 포틀랜드(Portland)는 포틀랜드 타운십(Portland Township)의 남쪽 중앙부에 위치한 도시이다. 미시간의 모든 도시와 마찬가지로 행정적으로 분리되어 있다.

## 인구통계
2000년 기준으로 이 지역에는 2,460명, 828가구, 678가구가 거주하고 있다. 인구 밀도는 제곱마일(29.3/km2)당 75.8명의 주민이 거주하고 있다. 평균 밀도는 제곱마일(10.2/km2)당 26.4명이 살고 있으며, 주택 단위는 855가구였다. 이 지역의 인종 백인 98.29%, 북미 원주민 0.41%, 아시아인 0.12%, 기타 인종 0.65%, 2개 이상의 인종 0.53%으로 구성되어 있다. 지역을 통틀어서 히스패닉 또는 라틴계는 인구의 1.91%였다.
가구는 828가구로 이 중 43.0%는 18세 이하의 자녀가 같이 살고 있었으며, 72.8%는 부부가 같이 살고 있었고, 18.0%는 비가족이었고, 5.3%는 남편이 없는 여성 가구였다. 전체 가구의 14.4%는 개인으로 구성되어 있었고, 65세 이상의 독거 가구는 5.0% 정도 존재했다. 가구 규모는 평균 2.97가구, 가족 규모는 평균 3.29가구였다.
마을의 인구는 18세 미만이 30.9%, 18세에서 24세가 7.6%, 25세에서 44세가 29.8%, 45세에서 64세가 25.0%, 65세 이상이 6.6%로 분산되어 있었다. 평균 연령은 34세였다. 여성 100명당 남성은 104.3명이었다. 18세 이상 여성 100명당 남성은 102.0명이었다.
마을의 중위소득은 59,700달러였고, 가족의 중위소득은 63,125달러였다. 남성의 평균 중위소득은 45,230달러였고, 여성의 평균 중위소득은 29,784달러였다. 마을의 1인당 소득은 23,792달러였다. 18세 미만의 2.6%와 65세 이상의 8.9%를 포함하여 약 3.9%의 가족과 3.6%의 인구가 빈곤선 이하로 나타났다.

## 참고자료